# Manaslu
O Manaslu (também conhecido como Kutang) é a oitava montanha mais alta do mundo. Está localizada no Mansiri Himal, parte do Himalaia nepalês, no centro-oeste do Nepal. Seu nome deriva da palavra Manasa, que em sânscrito significa a montanha do espírito. Tem proeminência topográfica de 3 092 m e isolamento topográfico de 105,52 km.
O Manaslu foi escalado primeiramente em 9 de maio de 1956, por Toshio Imanishi e Gyalzen Norbu, membros de uma expedição japonesa.
O primeiro português a atingir o seu cume foi João Garcia, em 28 de Abril de 2009, sem recurso a oxigénio artificial, e após cinco semanas de adiamentos devido às más condições atmosféricas, mais agrestes do que seria de esperar, o que levou a que muitos outros alpinistas, nesse período, tenham desistido nas suas tentativas de chegar ao cume. Esta expedição insere-se no âmbito do projeto À conquista dos Picos do Mundo, onde João Garcia pretende escalar (sem recurso a oxigénio, e entre 2006 e 2010) oito das catorze montanhas com mais de oito mil metros de altitude, totalizando assim em 2010 os catorze cumes. 

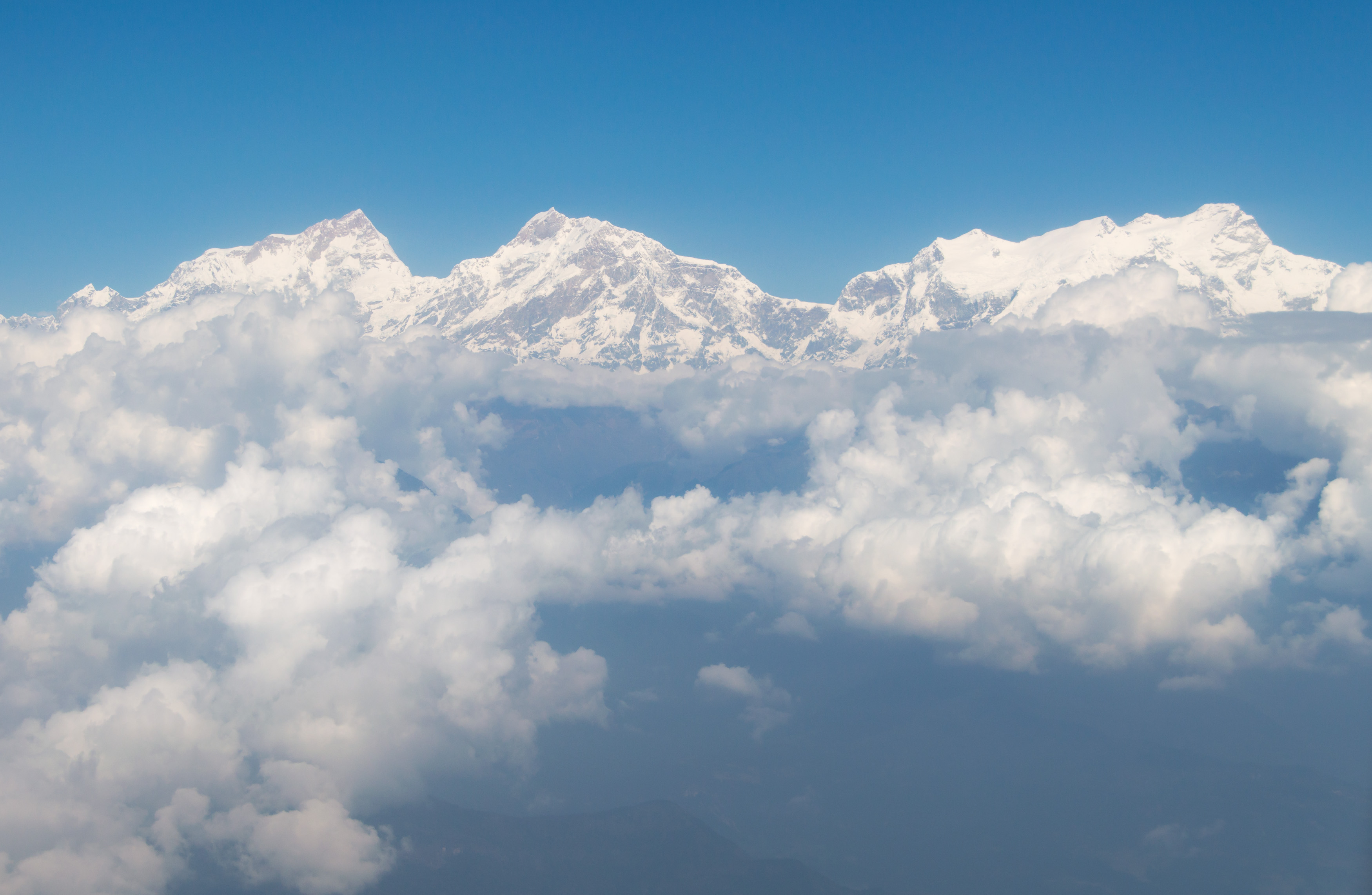
Maciço Mansiri Himal (Manaslu Himal), vista de uma aeronave. Picos da esquerda para a direita: Manaslu, Ngadi Chuli, Himalchuli

## Tragédias
Monte Manaslu tem 8 156 m (26 760 pés) de altitude e tem atraído escaladores recentemente, porque é considerado um dos picos mais fáceis de subir entre montanhas mais altas do mundo. O Nepal tem oito dos 14 picos mais elevados no mundo. Alpinistas reclamaram nos últimos anos que as condições nas montanhas se deterioraram e os riscos de acidentes aumentam, com alguns colocando a culpa no aquecimento global.
As avalanches não são muito frequentes no Manaslu, mas em 1972 uma atingiu uma equipe de escaladores e matou seis coreanos e 10 guias nepaleses.
Outra avalanche ocorreu cerca de 4 da manhã de domingo do dia 23 de setembro de 2012, enquanto mais de duas dezenas de alpinistas estavam dormindo em suas tendas no acampamento 3, pelo menos nove alpinistas morreram.